# Pribeník
Pribeník (in ungherese Perbenyik) è un comune della Slovacchia facente parte del distretto di Trebišov, nella regione di Košice.